# Christliche Glaubensbekenntnisse
Christliche Glaubensbekenntnisse gibt es seit dem Entstehen der Kirche. Ein Glaubensbekenntnis, auch als Credo oder Symbolum (latinisiert von griech. Symbolon) bezeichnet, ist eine kurzgefasste, feststehende Zusammenfassung der Glaubensinhalte des Christentums; es wurde in der Regel auf einem kirchlichen Konzil beraten und beschlossen. Solche Glaubensbekenntnisse entstanden jeweils in bestimmten historischen Situationen, beispielsweise als Taufbekenntnis oder als Abgrenzung gegen als häretisch beurteilte Lehren. Das christliche Glaubensbekenntnis gewann in einer prekären Situation (in zugespitzten historischen, politischen Verhältnissen etc.) nicht selten die Bedeutung eines ‚Glaubenszeugnisses‘, (zu altgriechisch μάρτυς mártys „Zeuge“ bzw. altgriechisch μαρτυρία martyría, Martyrium).

## Neues Testament
Das kürzeste und populärste frühchristliche Bekenntnis, das im Neuen Testament oft wiederholt wird, ist:
Κύριος Ἰησοῦς („Jesus ist der Herr“) Dieses Bekenntnis hatte im römischen Reich, in dem der Kaiser mit κυριος bezeichnet wurde, auch eine politische Bedeutung. Bekannten sich Christen in der Zeit der Christenverfolgungen im Römischen Reich nicht zum Kaiser als Gott, indem sie ihn κυριος nannten, wie man es von ihnen verlangte, dann lieferte sie das dem sicheren Tod aus; z. B. verweigerte Polykarp von Smyrna dieses Bekenntnis und zog das Martyrium vor. Das Bekenntnis zu Jesus Christus hatte so nicht selten den Rang eines endgültigen, nicht zu überbietenden Glaubenszeugnisses.
In den Evangelien gibt es Aussagen über Jesus Christus, die Bekenntnischarakter haben:
„Du bist der Christus, der Sohn des lebendigen Gottes!“ (Mt 16,16 )
„Ja, Herr, ich glaube, dass du der Christus bist, der Sohn Gottes, der in die Welt kommen soll.“ (Joh 11,27 )
„Mein Herr und mein Gott!“ (Joh 20,28 ).
Eine der ältesten christlichen Zusammenfassungen der Glaubenslehre findet sich bei Paulus in 1 Kor 15,3 ff. :

„Denn vor allem habe ich euch überliefert, was auch ich empfangen habe: Christus ist für unsere Sünden gestorben, gemäß der Schrift, und ist begraben worden. Er ist am dritten Tag auferweckt worden, gemäß der Schrift, und erschien dem Kephas, dann den Zwölf. Danach erschien er mehr als fünfhundert Brüdern zugleich; die meisten von ihnen sind noch am Leben, einige sind entschlafen. Danach erschien er dem Jakobus, dann allen Aposteln.“

Ein frühes Bekenntnis ist auch der Philipperhymnus (Phil 2,6–11 ):

„[Christus Jesus] war Gott gleich, hielt aber nicht daran fest, Gott gleich zu sein, sondern er entäußerte sich und wurde wie ein Sklave und den Menschen gleich. Sein Leben war das eines Menschen; er erniedrigte sich und war gehorsam bis zum Tod, bis zum Tod am Kreuz. Darum hat ihn Gott über alle erhöht und ihm den Namen verliehen, der größer ist als alle Namen, damit alle im Himmel, auf der Erde und unter der Erde ihr Knie beugen vor dem Namen Jesu und jeder Mund bekennt: Jesus Christus ist der Herr zur Ehre Gottes, des Vaters.“

Ein ähnlicher Hymnus findet sich auch im (1 Tim 3,16 ):

„Wahrhaftig, groß ist das Geheimnis unserer Frömmigkeit: Er wurde offenbart im Fleisch, gerechtfertigt durch den Geist, geschaut von den Engeln, verkündet unter den Völkern, geglaubt in der Welt, aufgenommen in die Herrlichkeit.“

## Bekenntnisse der Alten Kirche
Beispiele für ein Taufbekenntnis sind das altrömische Glaubensbekenntnis, das aus dem 2. Jahrhundert stammen dürfte, oder die Tauffragen des Kirchenvaters Hippolyt († 236):

„Sobald der Täufling ins Wasser hinabgestiegen ist, legt der Täufer ihm die Hand auf und fragt: Glaubst du an Gott, den allmächtigen Vater? Und der Täufling soll antworten: Ich glaube. Und sogleich, während die Hand auf seinem Haupt liegt, tauft er ihn zum ersten Mal. Und darauf fragt er: Glaubst du an Christus Jesus, den Sohn Gottes, der geboren ist vom Heiligen Geist aus der Jungfrau Maria, der unter Pontius Pilatus gekreuzigt wurde, gestorben, am dritten Tage lebend von den Toten auferstanden und zum Himmel aufgestiegen ist, zur Rechten des Vaters sitzt, der kommen wird, zu richten die Lebenden und die Toten? Und wenn jener gesagt hat: Ich glaube, soll er ein zweites Mal getauft werden. Erneut fragt er: Glaubst du an den Heiligen Geist, in der heiligen Kirche und an die Auferstehung des Fleisches? Der Täufling soll sagen: Ich glaube. Und so soll er ein drittes Mal getauft werden.“

Taufbekenntnisse der Ostkirche waren auch die Grundlage für das Bekenntnis von Nicäa (325), mit dem sich die Kirche vom Arianismus abgrenzte, und für das Nicäno-Konstantinopolitanum (381), das die Dreifaltigkeitslehre definierte. Daneben kam in der Westkirche das auf dem altrömischen Bekenntnis basierende apostolische Glaubensbekenntnis in Gebrauch.
Wesentlich ist auch das Christusbekenntnis des Konzils von Chalcedon (451), das die Grundlage für die weitere Entwicklung der Christologie bildete (siehe Glaubensbekenntnis von Chalcedon).
Das aus dem sechsten Jahrhundert stammende Athanasische Glaubensbekenntnis gehört ebenfalls zu den großen Glaubensbekenntnissen der Westkirche.

## Bekenntnisse der orthodoxen Kirchen und der römisch-katholischen Kirche
Die orthodoxen Kirchen bezeichnen Glaubensbekenntnisse als Lehre des Glaubens, womit sie das gleiche meinen. Das wichtigste Bekenntnis ist das Nicäno-Konstantinopolitanum in der ursprünglichen Form ohne das Filioque.  Das aus dem Lateinischen stammende apostolische Glaubensbekenntnis ist in den orthodoxen Kirchen nicht in Gebrauch, enthält allerdings nichts, mit dem die orthodoxen Kirchen nicht übereinstimmen. Wichtig ist für die östlich-orthodoxen Kirchen auch das Christus-Bekenntnis des Konzils von Chalcedon.
Weitere Bekenntnisse entstanden erst in der Auseinandersetzung mit anderen Religionen und Konfessionen. Dazu gehört das Bekenntnis des Patriarchen Gennadius Scholarius, in dem er nach der Eroberung von Konstantinopel 1453 für den Sultan den christlichen Glauben darlegte, das Bekenntnis von Petro Mohyla (Peter Mogilas) 1643, das eine Antwort auf die römisch-katholischen und protestantischen Bekenntnisse war, das Bekenntnis von Dositheus anlässlich der Synode von Jerusalem 1672, wo der Glaube der orthodoxen Kirchen ähnlich zusammengefasst wurde wie der der römisch-katholischen Kirche beim Konzil von Trient. Für die russisch-orthodoxe Kirche sind der Katechismus von Patriarch Plato II. von 1765 und der Katechismus von Metropolit Filaret von 1839 bestimmende Glaubensaussagen.
In der Reformationszeit bzw. während der Gegenreformation fasste auch die römisch-katholische Kirche nochmals ihre Lehre zusammen. Autoritativ aus dieser Zeit sind die Beschlüsse des Konzils von Trient und die  Professio fidei tridentina von Pius IV. von 1564. Zur Liturgie des römischen Ritus gehört entweder das Nicäno-Konstantinopolitanum oder das apostolische Glaubensbekenntnis. Am 30. Juni 1968 verkündete Papst Paul VI. das Credo des Gottesvolkes. Kandidaten für ein geistliches Amt müssen ihre Treue gegenüber dem katholischen Glauben mit der Professio fidei versprechen, deren aktuelle Fassung aus dem Jahr 1989 stammt.

## Bekenntnisse der Reformationszeit
In der Reformationszeit wurden Bekenntnisschriften verfasst, teils um sie von einer Regierung sanktionieren zu lassen.

### Lutherische Bekenntnisse
Das grundlegende lutherische Bekenntnis ist die 1530 von Philipp Melanchthon auf der Basis der Schwabacher Artikel verfasste Confessio Augustana (Augsburger Konfession). Die theologisch ähnliche Confessio Bohemica (Böhmische Konfession) wurde geschrieben, um das evangelische Bekenntnis vom Kaiser genehmigen zu lassen.

### Reformierte Bekenntnisse
Das erste reformierte Bekenntnis waren die 67 Artikel von Ulrich Zwingli, die 1523 vom Zürcher Rat genehmigt wurden. 1528 erklärte der Berner Rat die von der Disputation bestätigten zehn Thesen, die Berchtold Haller und Franz Kolb auf der Grundlage von Formulierungen Zwinglis verfasst hatten, zur Lehrnorm.
Als eine Variante der lutherischen Confessio Augustana wurde auf dem Augsburger Reichstag 1530 die Confessio Tetrapolitana präsentiert.
Das erste Bekenntnis von Basel, dessen Entwurf von Johannes Oekolampad und endgültige Fassung von Oswald Myconius stammt, wurde 1534 vom Basler Rat herausgegeben. Von Johannes Calvin stammt der erste Genfer Katechismus „Instruction et Confession de Foy dont on use en l’Eglise de Genève“ von 1536, dem 1542 der zweite Genfer Katechismus „Le Catéchisme de l’Église de Genève“ folgte.
Das Erste Helvetische Bekenntnis von 1536, an dem Heinrich Bullinger, Wolfgang Capito, Martin Bucer und Leo Jud mitarbeiteten, war das erste reformierte Bekenntnis, das mehr als lokale Bedeutung hatte. 1549 entstand der von Calvin und Bullinger erarbeitete Consensus Tigurinus, der sowohl von den deutschsprachigen (zwinglianischen) und französischsprachigen (calvinistischen) reformierten Kirchen der Schweiz akzeptiert wurde. Das 1562 verfasste Zweite Helvetische Bekenntnis von Heinrich Bullinger und der Heidelberger Katechismus von 1563 sind in den reformierten Kirchen die am weitesten akzeptierten Bekenntnisse.
- Confessio Gallicana (1559)
- Lehrregel von Dordrecht (1619)
- Bekenntnis von Westminster (1644/47)

### Täuferische Bekenntnisse

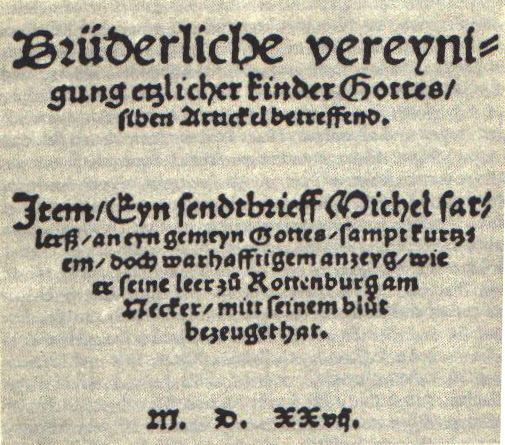
Titelseite der Schleitheimer Artikel

Das 1527 anlässlich einer geheimen Synode der Täufer in Schleitheim in der Schweiz unterzeichnete Schleitheimer Bekenntnis wurde von Michael Sattler verfasst. Es bildete die erste ausformulierte Bekenntnisschrift der evangelischen Täuferbewegung.

## Nachreformatorische Bekenntnisse

### Bekenntnisse der Baptisten
Die Baptisten (in Deutschland: Evangelisch-Freikirchliche Gemeinden) haben im Verlauf ihrer Geschichte eine Reihe von Glaubensbekenntnissen formuliert. Das älteste Bekenntnis entstand um 1689, das jüngste (in deutscher Sprache) 1977. Ein Kuriosum bildet ob seines Titels das von Johann Ludwig Hinrichs 1840 verfasste „Glaubensbekenntniß der Evangelisch Taufgesinnten (Baptisten) Gemeinden in Amerika, Großbritanien, Hamburg und Jever“. Baptistische Bekenntnisse dienten vor allem als Legitimation vor staatlichen und kirchlichen Behörden. Heute werden sie vor allem als Grundlage für das interkonfessionelle Gespräch benutzt. Im Leben der Baptistengemeinden spielen sie keine Rolle; hier gilt das Prinzip Allein die Schrift.

### Bekenntnisse der Mennoniten
In dem Bemühen, die zersplitterten Gemeinden der aus der Täuferbewegung entstandenen Mennoniten wieder zu vereinen, entstanden ab Ende des 16. Jahrhunderts mehrere mennonitische Bekenntnisschriften wie das Konzept von Köln von 1591 oder die Korte Confessie des Jan Cents von 1630. Im Jahr 1632 verfassten 51 Vertreter von vor allem flämischen Gemeinden in Dordrecht das Dordrechter Bekenntnis, das später auch von den Mennoniten in Süddeutschland, dem Elsass oder in den neu entstandenen mennonitischen Kirchen in Nordamerika übernommen wurde.

### Bekenntnis der Neuapostolischen Kirche
Das Glaubensbekenntnis der Neuapostolischen Kirche besteht aus zehn Glaubensartikeln, deren erste drei sich mit der Dreifaltigkeit, die nächsten beiden dem Apostelamt, die nächsten drei mit den Sakramenten, der vorletzte mit der Verheißung und der letzte mit der Stellung zu Staat und Obrigkeit befassen.

### Bekenntnis der Kirche Jesu Christi der Heiligen der Letzten Tage
Der Herausgeber des „Chicago Democrat“, John Wentworth, bat Joseph Smith um eine zusammenfassende Darstellung des Glaubens der Kirche Christi. Das Ergebnis waren 13 Punkte, die später unter der Bezeichnung die „Glaubensartikel“ kanonisiert und ins Buch Die Köstliche Perle der Kirche Jesu Christi der Heiligen der Letzten Tage eingefügt wurden.

### Bekenntnis der Siebenten-Tags-Adventisten
Die Siebenten-Tags-Adventisten haben ihr Glaubensbekenntnis in 28 Glaubensgrundsätzen zusammengefasst.

### Soziales Bekenntnis der evangelisch-methodistischen Kirche
Neben den altkirchlichen Bekenntnissen hat die evangelisch-methodistische Kirche ein soziales Bekenntnis, das Teil ihrer Lehrgrundlagen ist.

### Weitere Bekenntnisse seit der Zeit der Aufklärung
Seit der Zeit der Aufklärung gerieten die altkirchlichen Bekenntnisse und die Bekenntnisse der Reformationszeit generell in die Kritik, denn man empfand sie als von oben „aufgenötigt“ und nicht als Bekenntnisse eines aufgeklärten Christentums. Besonders scharf wurde die Kritik von Johann Christian Edelmann formuliert. Er lehnte die traditionellen Texte grundsätzlich ab und formulierte sein eigenes christliches Bekenntnis, ganz im Sinne einer wörtlichen Übersetzung des credo „ich glaube“. Eine ähnliche Grundsatzkritik und ein alternatives Bekenntnis formulierte Uta Ranke-Heinemann.

## Moderne Bekenntnisse
Im zwanzigsten Jahrhundert entstanden Bekenntnisse, die sich konkret mit der Gegenwart auseinandersetzten.
Die Barmer Theologische Erklärung von 1934 grenzte das evangelische Bekenntnis der bekennenden Kirche gegenüber dem Nationalsozialismus ab. Anders als von reformierter Seite wurde von  Lutheranern (i. B. Hermann Sasse, Werner Elert) in diesem Zusammenhang betont, dass es sich hier nur um eine gemeinsame theologische Erklärung, nicht aber um ein Bekenntnis handelt.
Die evangelisch-methodistische Kirche verfasste 1972 ein Soziales Bekenntnis, das zusammen mit dem Apostolikum und Nizänokonstantinopolitanum zu den offiziellen Bekenntnissen der Kirche gehört.
Zwischen 1689 und 1977 sind verschiedene baptistische Glaubensbekenntnisse entstanden. Mehr dazu unter Baptistische Bekenntnisse.
Im Jahr 1950 entstand das Christliche Manifest der chinesischen „Drei-Selbst-Reform-Bewegung“, das die Situation der Kirche in der kommunistischen Volksrepublik China reflektiert, 1951 verfassten die indonesischen Protestanten ihr „Glaubensbekenntnis der protestantischen christlichen Batak-Kirche“ und 1960 entstand das Masai-Glaubensbekenntnis der Gemeinde des Heiligen Geistes in Ostnigeria, das den christlichen Glauben in den afrikanischen kulturellen Kontext überträgt:

„Wir glauben an den einen Hohen Gott, der aus Liebe die schöne Welt und alles Gute in ihr erschuf. Er erschuf den Menschen und wollte, dass der Mensch in der Welt glücklich ist. Gott liebt die Welt und jede Nation und jeden Stamm der Erde. Wir kannten diesen Hohen Gott in der Dunkelheit und jetzt kennen wir ihn im Licht. Gott versprach im Buch seines Wortes, der Bibel, dass er die Welt und alle Nationen und Stämme retten würde.

Wir glauben, dass Gott sein Versprechen hielt, indem er seinen Sohn sandte, Jesus Christus, einen Mann im Fleisch, ein Jude dem Stamm nach, arm in einem kleinen Dorf geboren, der sein Heim verließ und immer auf Safari war, Gutes tat, Leute durch die Macht Gottes heilte, über Gott und die Menschen lehrte und zeigte, dass die Bedeutung der Religion Liebe ist. Er wurde von seinem Volk zurückgewiesen, gefoltert und mit Händen und Füßen an ein Kreuz genagelt und starb. Er lag im Grab, doch die Hyänen berührten ihn nicht, und am dritten Tag stand er aus dem Grab auf. Er stieg zum Himmel empor. Er ist Herr.

Wir glauben, dass alle unsere Sünden durch ihn vergeben sind. Alle, die an ihn glauben, müssen ihre Sünden bereuen und im Heiligen Geist Gottes getauft werden, nach den Regeln der Liebe leben und das Brot gemeinsam in Liebe teilen, um andern die Gute Nachricht zu bringen, bis Jesus wiederkommt. Wir warten auf ihn. Er ist lebendig. Er lebt. Das glauben wir. Amen.“

## Bekenntnisfreie Kirchen
Einige christliche Kirchen schreiben keine Bekenntnisse vor, etwa die evangelisch-reformierten Kirchen der Schweiz – wo die Verpflichtung auf einen bestimmten Bekenntnistext im Rahmen des Apostolikumsstreits in den 1870er Jahren abgeschafft wurde –, die Quäker oder die Baptisten.